# 阪東妻三郎プロダクション
阪東妻三郎プロダクション（ばんどうつまさぶろうプロダクション、1925年9月 設立 - 1936年12月 解散）は、かつて京都府、のちに千葉県の東京湾岸に存在した映画会社である。

## 概要
阪東妻三郎プロダクションは当時の若手人気俳優阪東妻三郎が設立し、日本初のスタープロダクションであり、また当時なにもなかった「太秦」の地に初めて撮影所を建設、130本以上の映画を製作した。1927年（昭和2年）に株式会社化、1931年（昭和6年）からの正式社名は大日本自由映画プロダクション（だいにっぽんじゆうえいがプロダクション）であった。

## 歴史

### マキノとの共闘
20歳前後から大部屋俳優として苦労してきた阪東妻三郎は、1923年（大正12年）10月、牧野省三のマキノ映画製作所が製作した寿々喜多呂九平オリジナル脚本による『鮮血の手型』で名を上げ、21歳でスター俳優となった。同社の東亜キネマへの合併後も牧野のもとで活躍していたが、1925年（大正14年）6月、牧野の東亜からの独立、マキノ・プロダクションの設立とともに、同年9月に阪東も独立、「阪東妻三郎プロダクション」を設立した。阪東妻三郎23歳のときのことである。
記念すべき設立第1作は、牧野の総指揮、寿々喜多のオリジナル脚本による二川文太郎監督の『雄呂血』であったが、マキノ・プロダクションの御室撮影所はまだ建設途中であったため、東亜キネマの等持院撮影所で撮影された。阪東と東亜の契約はまだ残っており、その都合上、第2作『異人娘と武士』を第1作としてリリースせざるを得なくなった。『異人娘と武士』は、マキノ・プロダクション設立に呼応して、東京の高松豊次郎が設立したタカマツ・アズマプロダクションの吾嬬撮影所を「阪東妻三郎プロダクション吾嬬撮影所」として使用、井上金太郎監督が演出した阪東の主演作で、同年9月25日に、マキノ・プロダクションの配給により、金森万象監督のマキノ御室作品『奇傑鬼鹿毛 第三篇』と二本立てで公開された。その後『雄呂血』は、同年11月20日、阪妻プロ第2作として、マキノ省三監督のマキノ御室作品『義士と侠客』と二本立てで公開された。
第3作、志波西果オリジナル脚本による監督作『魔保露詩』は、奈良にある中川紫郎の中川紫郎プロダクションの撮影所で撮影、つづく1926年（大正15年）初頭の志波オリジナル脚本による監督作『尊王』も東京の吾嬬撮影所で撮影していたが、撮影中に松竹キネマからの交渉を受け、同作から松竹キネマが配給することとなった。第5作にあたる志波オリジナル脚本による監督作『素浪人』は、京都の松竹下加茂撮影所で撮影された。

### 太秦初の撮影所
1926年（大正15年）5月2日、映画の配給業者であった元東亜キネマ取締役営業部長立花良介の一立商店がスポンサーとなり、「合名会社一立商店阪東妻三郎プロダクション太秦撮影所」を開設した。当時、「葛野郡太秦村」と呼ばれたその地域は一面竹の生い茂る藪であり、それを切り開いたのが阪東であり、太秦の地に初めて「撮影所」を立てたのが阪東妻三郎プロダクションであった。

また同年9月、同社は、米国ユニヴァーサル社のため映画製作を行なう旨の契約を同社と交わした。「阪妻・立花・ユニヴァーサル連合映画」を設立、同年10月にはハリウッドからのスタッフと機材が太秦撮影所に運び込まれ、翌1927年（昭和2年）1月に設立第1作が公開された。しかし、阪妻プロと松竹キネマとの契約上、ユニヴァーサル社が望む「阪東妻三郎主演作品」が1作もなかったため、同年5月末には契約解除となり、訴訟にまで発展した。「太秦撮影所現代劇部」は解散した。
同年（昭和2年）12月末に同社は組織変更をして「株式会社」となり、立花が専務取締役、阪東は取締役に就任したが、代表取締役社長をはじめとして経営はほとんど松竹に握られ、同社は、松竹傘下のプロダクションとなってしまう。阪東主演作だけでなく、草間実、梅若礼三郎、市川松之助らの主演映画も製作して、松竹に納入することとなった。
1928年（昭和3年）1月、阪東の現代劇主演第1作として『霊の審判』の撮影を開始した。立花良介が総指揮を執り、阪東が総監督となり、伊藤好市が「朝日新聞」に連載した写真物語を江川宇礼雄が脚色、枝正義郎が監督するという異色の大作であったが、阪東の相手役に起用した松竹蒲田撮影所のスター女優龍田静枝が途中で病気休養となり、撮影は中止、同作は文字通りの「未完の大作」となった。この中止決定は当時「本年度の痛恨事」といわれた。
1929年（昭和4年）、松竹は阪東作品の予算を押さえ込み、製作本数を9本に絞った。そこで同プロダクションはすべて阪東主演作に切り替え、最後の9本目は、阪東自身が監督するに踏み切った。「岡山俊太郎」名義による阪東妻三郎監督・主演作『石松の最期』は、1930年（昭和5年）1月10日に公開された。
しかし、この間の度重なる松竹の冷遇を糾弾する声明を発表するとともに、同年6月26日付で阪東は松竹を脱退した。太秦撮影所を松竹に明け渡し、同撮影所は「松竹太秦撮影所」と改称された。同撮影所での最後の作品は犬塚稔監督の『からす組』前・後篇で、それぞれ同年5月9日、6月13日に松竹配給で公開された。

### 東京ベイエリアの撮影所

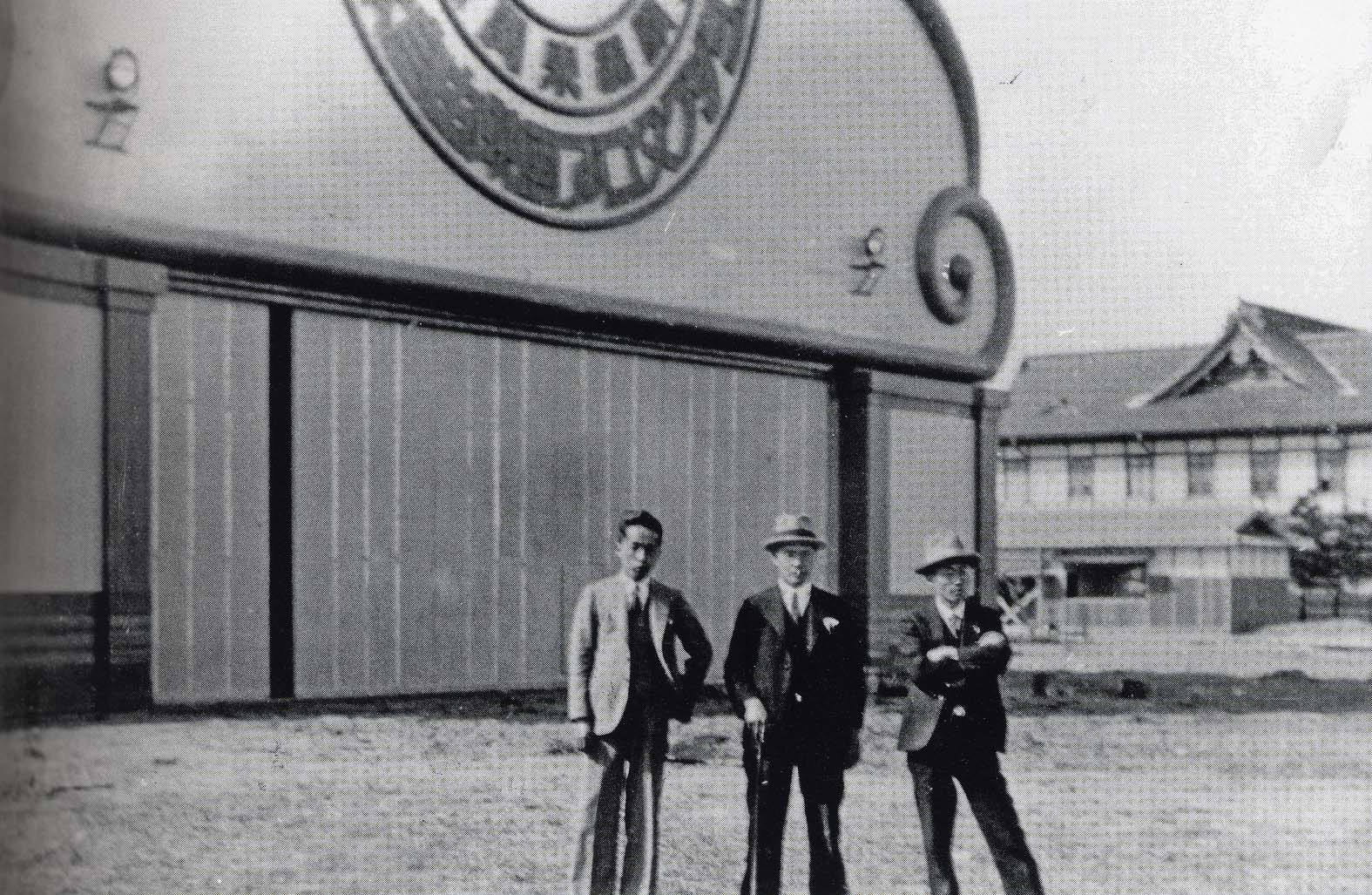
大日本自由映画プロダクション、谷津海岸、1931年 - 1935年。

1931年（昭和6年）1月、阪東は「大日本自由映画プロダクション」を設立、京成電鉄が提供した千葉県千葉郡津田沼町谷津海岸（現在の習志野市谷津）の塩田地帯の約5万平方メートルの土地（のちの谷津遊園）に「阪東妻三郎プロダクション関東撮影所」を建設した。第1作は東隆史監督の『洛陽餓ゆ』で、パラマウント社の配給により同年7月15日に公開されたが、第2作、おなじく東監督の『風雲長門城』からは、同年に帝国キネマから改組された新興キネマの配給となった。松竹資本のもと、帝国キネマの専務取締役となり、当時新興キネマの常務取締役となった立花の斡旋による。
1932年（昭和7年）の正月映画はふたたび「岡山俊太郎」名義で阪東が監督した『月形半平太』であったが、同年7月、同撮影所が火事になり、沖博文監督による阪東主演作『英五郎二人』のネガフィルムが焼失するという事件が起きた。火事のせいか、当時の「神変麝香猫」全3作シリーズ、9月公開の3作目は『神変麝香猫 火焔解決篇』となった。
1935年（昭和10年）1月20日に長尾史録監督の『彦左と九馬』を公開したが、反時代的にサイレント映画の製作をつづけたことや、製作費がかかりすぎたことにより多大なる負債を抱えきれなくなり、同年5月、撮影所の土地建物を京成電鉄に返上、新興キネマに合流することとなる。『彦左と九馬』は同撮影所の最終作品となった。

### 京都へ、そして終焉
京都に戻った阪東の新興キネマ合流第1作は、「阪東妻三郎プロダクション」の名はひっこめて、白井信太郎総指揮、伊藤大輔監督、録音マキノ正博（京都音映）による阪東初のトーキー作品『新納鶴千代』であった。同作は同年10月15日に公開された。阪東はトーキーでの演技に苦戦した。
第2作からは「阪東妻三郎プロダクション」によるトーキーということになった。犬塚監督による『砂絵呪縛 森尾重四郎 前篇』は、片岡千恵蔵プロダクションの衣笠十四三監督作『初祝鼠小僧』、嵐寛寿郎プロダクションの山本松男監督作『右門捕物帖 晴々五十三次 乱麻篇』と同時上映で同年12月31日に公開され、阪東・片岡千恵蔵・嵐寛寿郎揃い踏みの新興キネマの豪華な正月作品となった。
明けて1936年（昭和11年）2月に犬塚監督による『砂絵呪縛 森尾重四郎 後篇』は公開され、同年は6本を製作したが、6本目の長尾監督のオリジナル脚本による『怒濤一番乗』を最後に、同年末で「阪東妻三郎プロダクション」は正式に解散となった。11年にもわたる同社の歴史は幕を閉じた。阪東は35歳になっていた。
阪東はしばらくの休養を経て、自らもマキノトーキー製作所を解散したばかりのマキノ正博の友情と、日活の実権を握っていた松竹の大谷竹次郎社長の手により、1937年（昭和12年）、日活京都撮影所に入社することとなる。阪東の日活入社第1作は、おなじく同社に入社したマキノ正博の監督作『恋山彦 風雲の巻』『恋山彦 怒濤の巻』、同年末にはおなじくマキノ正博監督の『血煙高田の馬場』と、トーキーにおける阪東の華々しい復活戦がくりひろげられるのはこの後の話である。

## 関連事項
- 牧野教育映画製作所 - マキノ映画製作所 - 東亜キネマ - マキノ・プロダクション （牧野省三）
- タカマツ・アズマプロダクション （高松豊次郎）
- 中川紫郎プロダクション （中川紫郎）
- 阪妻・立花・ユニヴァーサル連合映画 （阪東妻三郎・立花良介・カール・レムリ）
- 帝国キネマ - 新興キネマ
- 片岡千恵蔵プロダクション （片岡千恵蔵）
- 嵐寛寿郎プロダクション （嵐寛寿郎）
- マキノトーキー製作所 （マキノ正博）
- 松竹キネマ
- 日活